# Fernand Boden
Fernand Boden (ur. 13 września 1943 w Echternach) – luksemburski polityk, nauczyciel i samorządowiec, deputowany, w latach 1979–2009 minister.

## Życiorys
Absolwent szkoły średniej w rodzinnej miejscowości. Kształcił się następnie w centrum uniwersyteckim CUNLUX, studia z zakresu matematyki i fizyki ukończył na Université de Liège. W latach 1966–1978 pracował jako nauczyciel w szkole podstawowej w Echternach.
Zaangażował się w działalność polityczną w ramach Chrześcijańsko-Społecznej Partii Ludowej. W latach 1970–1976 był wiceburmistrzem w Echternach. W 1978 objął mandat posła do Izby Deputowanych. Z powodzeniem ubiegał się o reelekcję w siedmiu kolejnych wyborach – po raz ostatni w 2009, kończąc wykonywanie mandatu poselskiego w 2013. W 1989 został eurodeputowanym I kadencji, zrezygnował jednak z zasiadania w Europarlamencie już na samym jej początku.
W latach 1979–2009 wchodził w skład kolejnych gabinetów, którymi kierowali Pierre Werner, Jacques Santer i Jean-Claude Juncker. W 1979 objął funkcję ministra edukacji narodowej i ministra turystyki. W 1984 dodatkowo powierzono mu sprawy młodzieży. W 1989 przeszedł na stanowiska ministra ds. rodziny i solidarności oraz ministra ds. klasy średniej i turystyki. W 1994 objął ponadto resort służby cywilnej. W 1995 powierzono mu nową rolę w rządzie – został wtedy ministrem rolnictwa, winogrodnictwa i rozwoju obszarów wiejskich, a także ministrem ds. klasy średniej, turystyki i mieszkalnictwa. Ten sam zakres obowiązków rządowych posiadał w trzech kolejnych gabinetach, kończąc urzędowanie w 2009.